# Klin nad Bodrogom
Klin nad Bodrogom es un municipio del distrito de Trebišov en la región de Košice, Eslovaquia, con una población estimada a final del año 2024 de 185 habitantes.
Se encuentra ubicado al este de la región, en la cuenca hidrográfica del río Ondava (afluente del río Bodrog que, a su vez, lo es del Tisza), y cerca de la frontera con la región de Prešov y Hungría.

## Demografía
| Año        | 1994 | 2004    | 2014    | 2024     |
| ---------- | ---- | ------- | ------- | -------- |
| Población  | 206  | 194     | 212     | 185      |
| Diferencia |      | −5,82 % | +9,27 % | −12,73 % |

| Año        | 2023 | 2024 |
| ---------- | ---- | ---- |
| Población  | 185  | 185  |
| Diferencia |      | +0 % |